# 飯甑洲

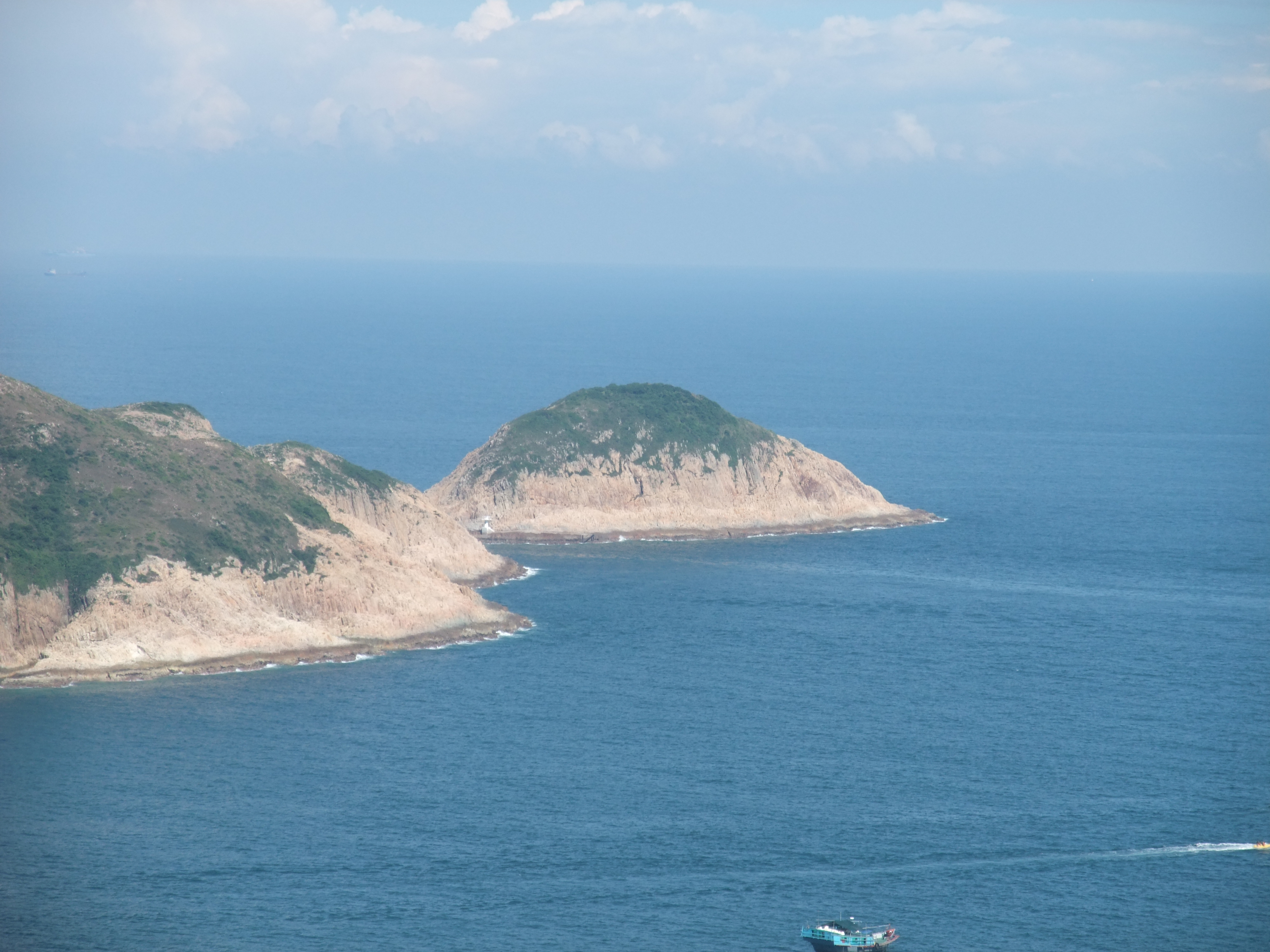
罾棚角和飯甑洲，攝於獨孤山和標尖角之間

飯甑洲（英語：Conic Island，意即圓錐島）是香港西貢的一個外海小島，位於浪茄灣東面海角罾棚角對開海面數百米，面積細小，僅長300米，闊100米，最高點僅逾50米。在陸上，從獨孤山和標尖角之間（麥理浩徑第一段末段）和罾棚角頂等空曠山徑上都可清楚看到飯甑洲。從萬宜水庫東壩和弱波堤上（即西貢萬宜路東端）亦可遠眺飯甑洲。
飯甑洲上並沒有居民居住。在礁石上建有一盞海上導航燈，燈塔旁有一座簡單登岸碼頭。
「甑」字讀作「曾」，是古代蒸飯的一種瓦器。

## 參閱
艾思滔，2007，《西貢島嶼》，香港：郊野公園之友會、天地圖書。